# Штефанко, Ондрей
Ондрей Штефанко (рум. Ondrej Štefanko; 18 марта 1949, Тимишоара — 20 февраля 2008, Нэдлак) — румынский поэт, эссеист, переводчик словацкого происхождения.

## Биография
Прожил всю жизнь в городе Нэдлак, где вплоть до 1989 года преподавал физику и химию. С 1974 г. руководил словацким литературным кружком в Нэдлаке. В постсоциалистической Румынии основал первый словацкий журнал Naše snahy (1990), некоторое время возглавлял Демократический союз словаков и чехов в Румынии, в 1993—1996 гг. был председателем Объединения словацких писателей, художников и деятелей культуры за границей, входил также в руководство Всемирного общества словаков за границей.

## Награды и премии
- Офицер ордена «За верную службу» (2000)[1]
- Орден Двойного белого креста 2 класса (1 сентября 2008, Словакия, посмертно)[2]
- Международная отметина имени отца русского футуризма Давида Бурлюка[3]